# Euler Coelho
Euler Amaral Coelho, mais conhecido como Euler Coelho (Campo Grande, 29 de Março de 1981) é um multi-instrumentista, empresário, compositor, arranjador e produtor musical brasileiro. É um dos precursores do Sertanejo Universitario e empresário de diversos artistas da musica brasileira.

## Biografia
Nascido em Campo Grande, Euler Coelho começou seu contato com a música logo na infância. Apesar de não existir nenhum musico em sua família, sempre esteve perto de músicos e artistas regionais em festas familiares. 
Ganhou seu primeiro violão em seu aniversario de 6 anos, da dupla Sul-Matogrossense Jandira & Benites e logo começou a despertar o gosto musical. Aos 17 anos se mudou pra Bela Vista-MS, fronteira com o Paraguai, assim pode conhecer outros gêneros musicais e se aprofundar no instrumento. 
Aos 19 anos, Euler voltou para Campo Grande para prestar vestibular. Em uma noite de domingo, foi convidado por um amigo para ir a uma festa, na qual conheceu Joao Bosco ( dupla sertaneja João Bosco e Vinícius ). Depois de muito papo e de tocarem algumas musicas juntos, Joao Bosco o convidou para tocar em um bar na cidade de Aquidauana. La conheceu Vinicius e assim, começaram juntos uma parceria e um movimento que mais tarde seria chamado de  
Sertanejo Universitário. 
Como compositor, emplacou hits nas paradas de sucesso do Brasil, como "Chora, me Liga", "Voa Beija-Flor" (Jorge & Mateus) entre outros.
Produtor da dupla João Bosco e Vinicius, entre outros. Em 2003, teve as suas músicas "Querendo te encontrar", "Quero provar que te amo" e "Saudade de nós dois", parceria com Eduardo, gravadas pela dupla João Bosco e Vinicius, no CD "João Bosco e Vinicius". Em 2007, teve as músicas "Querendo te encontrar", "Não dá para continuar", "Não é mais como antes" (c/ Michel Teló); "Sofrendo por amor" (c/Alcebias, Flausino e João Marcelo); "Mania de me enganar" e "Quero provar que te amo" gravadas no DVD "Acústico pelo Brasil", da dupla João Bosco & Vinicius, lançado pela Sony Music. Em 2009, produziu o álbum acústico "Curtição", também da dupla João Bosco e Vinicius, lançado pela Sony Music. Produziu a turnê da dupla, que passou por várias capitais brasileiras, consagrando as músicas "Terremoto", "Chora me liga", "Meu mundo gira" e "Proprietário", todas de sua autoria. O maior destaque ficou para "Chora me liga", que se tornou a canção mais tocada nas rádios do país em 2009, conforme a Crowley, empresa que afere as audições das rádios brasileiras. "Chora me liga", líder de execuções entre as músicas nacionais, só ficou atrás da música "Halo", da cantora Beyoncé, no ranking geral, que inclui também as canções internacionais. Como consequência do sucesso, o CD "Curtição", produzido por Euler Coelho e Dudu Borges, foi indicado para o prêmio Grammy Latino daquele ano, na categoria melhor álbum de música sertaneja, concorrendo com artistas como Bruno & Marrone, Edson & Hudson, César Menotti & Fabiano e Sérgio Reis. Outro marco do sucesso da música "Chora me liga" foi a fundação de um bloco carnavalesco na cidade do Rio de Janeiro com o seu nome. No Rio de Janeiro, onde a difusão do gênero sertanejo não é o forte, a música foi a sensação da festa "Quintanejada", evento que acontece na Zona Oeste da cidade. Ainda em 2009, a dupla Jorge & Mateus gravou, sua composição "Voa Beija-Flor", no CD/DVD "O mundo é tão pequeno", lançado pela Universal Music. A canção obteve sucesso absoluto, atingindo o primeiro lugar nas paradas de sucesso, e milhões de acessos no site youtube.com. Também em 2009,lançou o artista Michel Teló ,obtendo sucesso mundial no ano de 2012 com a musica Ai, se Eu Te Pego . Em 2010, teve a sua música "Volta pra Curtição" gravada pela dupla Cesar Menotti e Fabiano no CD "Retrato - Ao vivo em estúdio", do selo Universal Music. No mesmo ano, teve as músicas inéditas "Coração Apaixonou" e "Tema diferente" gravadas pela dupla João Bosco & Vinícius em show ao vivo; sendo a primeira, música de trabalho que deu nome ao CD/DVD. O álbum, de selo Sony Music, também contou com regravações dos sucessos de sua autoria "Chora me liga", "Terremoto", e "Meu mundo gira". Ainda no fim de 2010, teve as suas composições, "Essa droga de carinho" e "Furacão", ambas com Bruno, gravadas pela dupla Bruno & Marrone, no CD "Sonhando", lançado pela Sony Music. Segundo o relatório da ECAD referente ao ano de 2010, foi o sexto compositor no ranking geral de arrecadações em direitos autorais, ficando atrás apenas de nomes como Victor Chaves, da dupla Victor & Léo, Sorocaba, da dupla Fernando & Sorocaba, Nando Reis e Roberto Carlos. No ano seguinte, sua composição "Abelha" foi a primeiro sucesso do CD lançado por João Bosco & Vinicius. Essa gravação teve participação especial da dupla Jorge & Mateus. Nesse CD, produzido pelo também compositor Dudu Borges, assinou mais uma faixa: "Louca sentimental". Ainda em 2011, teve outra composição sua escolhida como música de trabalho, "Eu Não Vou Aceitar", dessa vez pela dupla Bruno & Marrone, no CD "Juras de amor", lançado pela Sony Music. No mesmo ano, a dupla Kleo Dibah e Rafael gravou as suas músicas "Se eu me entregar" (c/ Rafael) e "I love you" (c/ Kleo Dibah e Geraldo Campos) no CD "E o tanto que é bão", lançado pela Universal Music. No ano seguinte, foi responsável pela direção geral de outro CD da dupla João Bosco e Vinicius. O disco "A festa", lançado pela Universal Music, trouxe as suas composições "Final de semana" (c/ Dann Nascimento, Dudu Borges e Vinicius), e "Descontrolar" (c/ João Bosco, Dudu Borges e Rafael). Do álbum, também participou tocando violão nylon.  Em 2014, teve as seguintes composições gravadas por João Bosco e Vinicius, no CD “Indescritível”, lançado pela Universal Music: "Amiga Linda", parceria com Fred Liel e Debora Xavier , “Meu nome é paixão,”, parceria com Diego de Souza, “Bom demais te amar”, parceria com Diego de Souza e Juliano de Freitas, “Vai me ver sorrindo”, parceria com Maiara, Maraísa e Dudu Borges, e “Sorte é ter você (Carolinas)”, parceria com Rafael Oliveira, Diego Faria e Claudio Noam, que foi uma das principais músicas de trabalho do disco. Também em 2014 teve a composição "Nossa Preferida Sertaneja" gravada por Gusttavo Lima. Em 2015, teve sua composição “A saudade mandou te amar” (c/ Diego Souza) gravada pela cantora e violeira Bruna Viola no CD “Sem fronteiras”, da gravadora Som Livre.
Em 2015,produziu junto com o amigo Fred Liel o DVD "Fred Liel Ao Vivo em Campo Grande",disco que conta com 9 composições da dupla, incluindo: Curador de Lagrimas(Gravada com Jorge &Mateus) e Quando a Gente Ama(Gravada com Joao Bosco & Vinicius).
Em 2016,produziu o DVD Ceu de Sao Paulo da dupla Joao Bosco & Vinicius,este contendo 8 musicas de sua autoria.